# Papyre

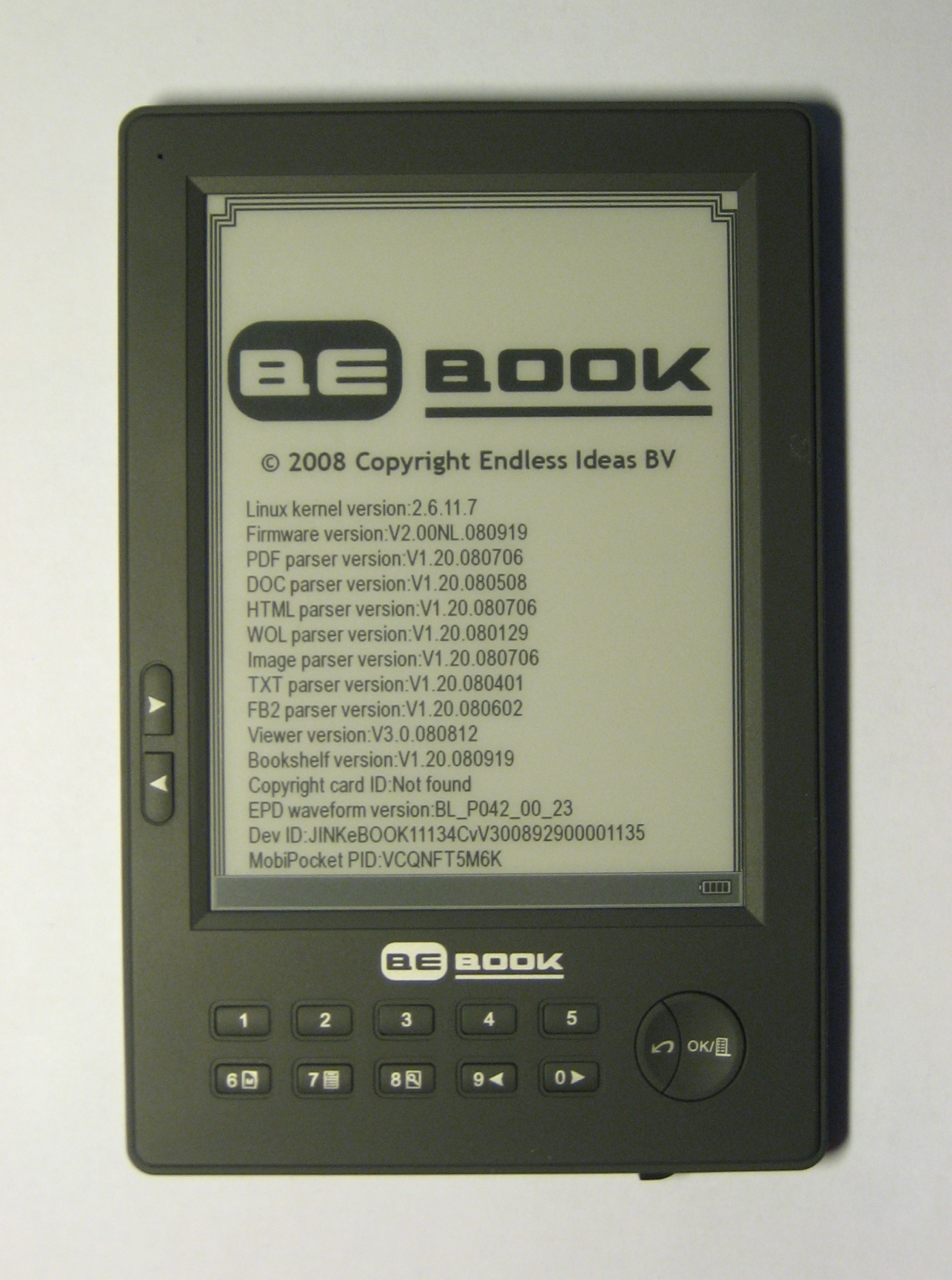
El lector de libros electrónicos BeBook, un dispositivo Hanlin eReader rebautizado, que muestra la pantalla "Acerca de"...

Papyre es un lector de libros electrónicos que permite la reproducción de contenidos digitales (libros, publicaciones periódicas y documentos de diversos tipos) a través de la tecnología de tinta electrónica. Las versiones Papyre 5.1 y Papyre 6.1 están fabricadas en China por Tianjin Jinke Electronics Co. LTD. La versión más reciente del Papyre, el Papyre 6.S Alex, es fabricado en Taiwán y China por la firma estadounidense Spring Design, y a diferencia de sus antecesores cuenta con una pantalla dual, que permite complementar los textos con links multimedia.
El formato nativo de este lector, es el FictionBook, también llamado FB2 debido a la extensión de los libros en dicho formato. Este formato es abierto, y basado en XML.
La singularidad del Papyre consiste en ser uno de los pioneros en el mercado español, comercializado por la empresa Grammata, tuvo una buena posición en España, posiblemente hasta la introducción de Kindle (Amazón no proporciona datos de ventas) y otros lectores como BQ, Sony, etc. A su vez, dispositivos Papyre pueden ser encontradas en otros países bajo los nombres y anagramas de BeBook (Alemania), Lbook (países del este), Hanlin (genérico), Astak EZreader (Estados Unidos), EcoReader (Australia), entre otros.

## Características

### Papyre 6.S Alex
- Sistema operativo: Android (visor de fotos, reproductor de música, reproductor de vídeo, email, calculadora, navegador...)
- CPU: Monahan PXA303 624MHz
- Batería: Li-Polymer de 3.7V y 1.530mAh (recargable)
- Tecnología: E-ink (tinta electrónica) y Android
- USB 2.0
- WiFi 802.11 b/g
- Medidas: 22,5 cm (largo) x 12 cm (ancho) x 1 cm (grosor)
- Peso: 310 g
- Pantalla EPD: 6″, 600×800 px., 8 niv. de grises, 167 ppp
- Pantalla LCD: 3′5″, 320×480 px., 16 bit de color, pantalla táctil
- Formatos que reproduce:
  - Texto: Adobe, PDF/DRM, ePUB, TXT, HTML
  - Audio: MP3, MIDI, WAV
  - Foto/Imagen: JPEG, GIF, BMP, PNG
  - Vídeo: MPEG2/4, 3GPP, FLV
- Memoria interna de 2GB
- Memoria externa a través de MicroSD (MicroSD 2GB incluida)
- Salida de sonido estéreo para auriculares (2.5mm)
- Tarjeta MicroSD (hasta 8 GB)
- Sistemas operativos compatibles: Linux, Windows y Mac
- Temperatura: Funcionamiento: 0 °C – 40 °C / Apagado: -20 °C – 55 °C

### Papyre 6.2
Valores destacados
•Pantalla táctil capacitiva
•Teclado virtual: anotaciones, búsquedas, etc.
•Wifi
•Función diccionario (durante la lectura)
•Modo Ahorro energético
•Audio a través de altavoces y auriculares.
Dimensiones y Peso
•Dimensiones: 16,8 cm (largo) x 12,4 cm (ancho) x 0,85 cm (grosor)
•Peso: 195 g
Tecnología
•S.O.: Linux
•CPU: Samsung S3C2416 Arm9 400Mhz
•Batería: Li-Ion 1.530mAh (recargable)
•Tecnología de pantalla: Sipix, Táctil capacitiva
•Características de Pantalla: 6″, 600×800 px., 16 niveles de grises.
Conectividad
•USB 2.0
•WiFi 802.11 b/g
Compatibilidad
•Windows
•Mac
•Linux
Formatos
•Texto: ePUB, HTML, PDF, RTF, TXT, DRM (Adobe Digital Editions)
•Audio: MP3
•Foto/Imagen: JPEG, PNG, BMP.
Capacidad de Almacenamiento
•Memoria interna: 1,5GB
•Memoria externa: admite tarjetas MicroSD de hasta 16GB
Salidas/Entradas
•Salida de sonido estéreo para auriculares (jack 3.5 mm)
•Ranura para tarjeta MicroSD (hasta 16 GB)
•Puerto USB 2.0 (USB-microUSB)
•Altavoces integrados
Autonomía
•10.000 pasos de página (con modo de ahorro energético activado).

### Papyre 6.1
- Medidas: 184mm (largo)× 120,5mm (ancho)× 9,9 mm (grosor)
- Pantalla: 6 pulgadas (12,3 cm × 9,1 cm) con tecnología e-ink y vizplex
- Resolución: 600 x 800px. (4 niv. de gris)
- Formatos que reproduce: PDF, DOC, RTF, TXT, HTML, EPUB, Mobipocket, MP3, CHM, FB2, PDB, DJVU, WOLF, LIT, PNG, JPG, TIF, GIR, BMP, ZIP, RAR, PPT
- Memoria Interna: 512MB (62MB reservados para el sistema)
- Salida de tarjeta SD y SDHC (hasta 32 GB)
- Salida de audio estéreo para auriculares (3.5 mm)
- Peso: 220gr
- Sistemas operativos compatibles: Linux, Windows y Mac

### Papyre 5.1
- Medidas: 151 mm (largo) x 105.4 mm (ancho) x 10 mm (grosor)
- Peso: 160 g
- Pantalla: 5 pulgadas con tecnología e-ink y vizplex
- Resolución: 600x800px. (4 niveles de gris)
- Formatos que reproduce: PDF, DOC, RTF, TXT, HTML, EPUB, MP3, CHM, FB2, PDB, DJVU, WOLF, LIT, PNG, JPG, TIF, GIR, BMP, ZIP, RAR, PPT. DRM: Adobe Content Server 4
- Memoria Interna de 350 MB
- Salida de tarjeta SD y SDHC (hasta 16 GB)
- Salida de audio estéreo para auriculares (3.5 mm)
- Sistemas operativos compatibles: Linux , Windows y Mac

### Papyre 613
- Batería : Li-Polymer 1.500mAh (Hasta 12.000 pasos de página)
- Conectividad : WiFi 802.11 b/g – USB 2.0
- CPU : Samsung Arm9 400MHz
- Dimensiones : 189 mm x 126 mm x 10 mm
- DRM : Adobe Digital Editions
- Formatos : Pdf, ePUB, Fb2, Doc, Txt, Html, Rtf, Ppt, Pdb, Wol, Prc, Chm
- Idiomas : Multilingüe
- Memoria Externa : Tarjetas SD/SDHC de hasta 32 GB
- Memoria Interna : 2 GB
- Niveles de grises : 16
- Pantalla : Tinta electrónica
- Peso : 240 gr
- Salida/Entrada : Auriculares (3.5mm) - Altavoces - Tarjeta SD/SDHC/MMC
- Sistema : Linux

### Papyre 622
- Batería : Li-Ion 1.530mAh
- Conectividad : WiFi 802.11 b/g
- CPU : samsung S3C2416 Arm9 400MHz
- Dimensiones : 168 x 124 x 8.5 mm
- DRMA : dobe Digital Editions
- Formatos : Pdf, Epub, FB2, Html, Rtf, Txt, Jpg, Png, Mp3, ZIP, RAR
- Idiomas : Multilingüe
- Memoria externa : Tarjetas microSD/SDHC hasta 16 GB
- Memoria Interna : 2 GB (1,5 GB útiles)
- Niveles de grises : 16
- Pantalla : Tinta electrónica
- Peso : 195 gr ( incluyendo batería )
- Salidas/Entradas : USB 2.0, audio estéreo auriculares, altavoces incorporados y tajertas microSD/SDHC
- Sistema Operativo : Linux
- Tamaño de pantalla : 6

### Papyre 601
- Batería' : Li-Polymer 1.200 mAh (9.000 pasos de página)
- Dimensiones' : 17,3 cm x 11,3 cm x 0,9 cm
- DRM' : Adobe Digital Edition
- Formatos' : Pdf, ePub, Fb2, Doc, Txt, htm, html, Rft, Mobi, Chm, Djvu, MP3, Wma, Jpg, Png, Bmp, Gif, Zip
- Memoria externa' : Tarjeta microSD/SDHC de hasta 32 GB
- Memoria Interna' : 4 GB
- Niveles de grises' : 16
- Pantalla' : Tinta electrónica (800×600)
- Peso' : 160 gr.
- Salidas/Entradas: Auriculares (2.5mm), microSD, microUSB 2.0, Altavoces estéreo
- Sistema Operativo' : Linux
- Tamaño de pantalla' : 6″

### Papyre 630
- Batería' : Li-Polymer 1.500 mAh
- Conectividad' : WiFi b/g/nCPURK2818 1.2GHZ
- Dimensiones' : 17 x 11 x 0´95 cm
- DRM' : Adobe Digital Editions
- Formatos' : txt, pdf, epub, pdb, fb2, rtf, mobi, jpg, png, bmp, gif
- Idiomas' : Multilingüe
- Memoria externa' : microSD/SDHC de hasta 32 GB
- Memoria Interna' : 4 GB
- Niveles de grises' : 16
- Pantalla' : Tinta electrónica HD (1204x758 px), táctil capacitiva, sistema de iluminación frontlight
- Peso' : 210 gr
- Salidas/Entradas' : microSD, microUSB 2.0
- Sistema Operativo' : Linux
- Tamaño de pantalla' : 6" (1024 x 758 px)